# Agató d'Atenes
Agató (grec antic: Ἀγάθων, llatí: Agathon) fou un poeta tràgic atenenc nascut el 448 aC en una rica i respectable família. Per tant, era contemporani de Sòcrates i Alcibíades i dels altres personatges de l'època a molts dels quals coneixia íntimament, entre els quals Eurípides.
Va obtenir la seva primera victòria al concurs que se celebrava durant les Lenees del 416 aC, quan tenia 30 anys. Plató, que tenia 14 anys en aquell moment i va estar present en el lliurament del premi, el va introduir com un dels interlocutors a la seva obra El convit. Deu anys després, va visitar la cort del rei Arquelau de Macedònia (407 aC), on va trobar el seu amic Eurípides, que també era hoste del rei. Se suposa que va morir cap al 400 aC amb 47 anys.
Segons Claudi Elià, els seus mèrits poètics eren considerables i les seves composicions, elegants i amb floritures, no destacaven gaire per la seva força. Utilitzava amb freqüència l'antítesi i la metàfora i expressava "pensaments alegres i imatges amables". Es deia que imitava en vers la prosa del filòsof Gòrgies. Quan Plató el fa parlar a El convit, posa a la seva boca paraules harmonioses i períodes suaus i agradables. En canvi, Aristòfanes el presenta a Les tesmofòries amb un estil afectat i efeminat. En aquesta obra, representada l'any 409 aC, surt acompanyat del seu amic Eurípides, i vestit amb roba de dona. També el fa sortir a Les granotes.
Segons Aristòtil va introduir en els entreactes de les representacions teatrals uns cants corals que res tenien a veure amb l'obra i que s'anomenaven ἐμβόλιμα (intercalaris), o interludis musicals, que es van posar de moda, però van fer decaure la tragèdia, ja que feien perdre el fil. Aristòtil l'acusa també d'escriure temes massa extensos en les seves tragèdies.
La seva obra és perduda i hom només en coneix els títols de quatre tragèdies (Thyestes, Telephus, Aerope i Alcmaeon). Hi ha autors que consideren que Les tesmofòries d'Aristòfanes contenen fragments o temes de les obres d'Agató.